# Diphenylquecksilber
Diphenylquecksilber ist eine chemische Verbindung des Quecksilbers aus der Gruppe der Quecksilberorganischen Verbindungen.

## Gewinnung und Darstellung
Es bildet sich in einer Vielzahl von Reaktionen, denen gemeinsam ist, dass eine asymmetrische Anionophenylquecksilberspezies entweder mit einem Reduktionsmittel unter Bildung von elementarem Quecksilber als Nebenprodukt umgesetzt wird oder mit einem Reagenz, das sich mit Quecksilber verbindet.
{\displaystyle {\ce {HgBr2 + 2 Mg(C6H5)Br -> Hg(C6H5)2 + 2 MgBr2}}}
{\displaystyle {\ce {4 Hg(C6H5)Br + N2H4 -> 2 Hg(C6H5)2 + 2 Hg + N2 + 4 HBr}}}
Diphenylquecksilber kann durch Reaktion von Quecksilber(II)-chlorid und Phenylmagnesiumbromid gewonnen werden.
{\displaystyle {\ce {HgCl2 + 2 Mg(C6H5)Br -> Hg(C6H5)2 + MgCl2 + MgBr2}}}

## Eigenschaften
Diphenylquecksilber ist ein farbloser bis beiger Feststoff, der praktisch unlöslich in Wasser ist.

## Verwendung
Diphenylquecksilber wird zur Synthese von arylmetallorganischen und anderen Quecksilberverbindungen verwendet.